# BxAxG
BxAxG（ビーエージー）は、茨城県在住の6人組ミクスチャーロックバンド。ボーカルNAOIの掛け声で結成。2013年に現在のメンバー体制となる。
ROCK IN JAPAN FESTIVAL 2010にRO69優勝バンドとして出場し、翌年のROCK IN JAPAN FESTIVAL 2011にも出演を果たした。
2015年10月21日にシングル『ハックルベリー』をリリースしメジャーデビューすることが発表されている。
表記のxはバツではなく小文字のエックス。

## 概要
メンバー全員が茨城県在住と、茨城県をこよなく愛しているミクスチャーロックバンド。
地元茨城県を拠点に活動しており、企画ライブでは毎回300人以上の動員をしている。
またサッカーチームJ2水戸ホーリーホックの公式応援ソングや、ボーカルNAOIの地元大洗町のイメージソングを歌っていたりと茨城では若い世代だけでなく幅広い年齢層に支持されている。
ストレートで背中を押してくれる応援ソングや繋がりを大切にした楽曲がある一方、バカ騒ぎできる爽快なアッパーソングも多数演奏する。楽曲のタイトルにも「バカ」とつく曲が多く存在している。

ライブでは両面性を表現しており、会場が一体となる熱くバカ騒ぎできるライブを繰り広げるが、終盤には空気を一変させメッセージ性の非常に強い楽曲を演奏し涙するファンも多い。

ボーカルNAOIは大洗町という漁業の町に住んでおり、毎朝しじみ漁を行っている。

学生時代に野球で投手をやっており球速が140km/h台とプロ級の球速を誇っていた。ちなみにキャッチャーはベースのYOYOだった。

## 出演

### ラジオ
現在のレギュラー番組
- BxAxGのバカニバル(2015年10月-、茨城放送)

- BxAxGのFM ROCK KIDS　(2015年10月-、AIR-G')

### テレビ
過去の出演番組
- 人生デザインU-29(2015年3月、NHK・Eテレ)
- 人生デザインU-29(2015年8月、NHK・Eテレ)
- 24時間テレビ 「愛は地球を救う」(2015年8月、「NNN・日本テレビ放送網)